# Gornje Prapreče
Gornje Prapreče so naselje v občini Trebnje.
Gornje Prapreče so gručasta vas na nagnjeni terasi nad Temenico ob cesti Trebnje - Ivančna Gorica in železniški progi Ljubljana – Novo mesto. Ob velikih vodah Temenica poplavi celotno Loko vzdolž železniške proge, zato je večina njiv na severni strani naselja na nagnjenih legah.